# Cartas persas

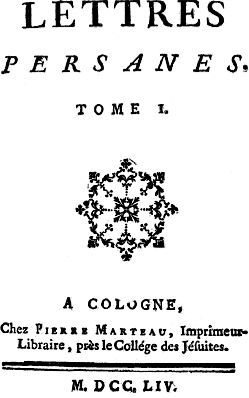
Frontispicio de una edición de contrabando de 1754.

Las Cartas persas (Lettres persanes, en francés) es una novela epistolar satírica escrita hacia 1717 por Charles Louis de Secondat, barón de Montesquieu. 
El manuscrito, listo en la primavera de 1721, fue leído en primer lugar por Desmolets, amigo del autor, e impreso ese mismo verano en Ámsterdam sin firma y con falso pie de imprenta. Tras convertirse en un éxito de ventas fue prohibido por el primer ministro de Luis XV, el cardenal Dubois, y finalmente por la Santa Sede mediante su inclusión en el Índice en 1762. Las Cartas persas es un libro irónico, de extensión breve pero contenido profundo, donde por medio de la mirada oriental de sus protagonistas se critican los usos y costumbres occidentales, recurriendo en ocasiones al humor negro y ridiculizando constantemente a la corte francesa.
Sus protagonistas, Uzbek, Rica, Pablongas y Redi, son musulmanes chiitas persas. La novela comienza cuando Uzbek, político y pensador, se ve obligado a huir de su país tras denunciar una serie de vicios en la corte de Isfahán. El viaje se realiza en diez etapas a través de Irán, Armenia, Turquía, Italia y Francia terminando la narración tras ciento sesenta y una cartas intercambiadas por los protagonistas en las cuales se tocan tres temas principales: la religión, la moral y la política.
El objeto principal de la sátira de Montesquieu es la religión positiva, en especial la cristiana por sus dogmas y la incongruencia de vida de sus ministros.

## Ideas políticas

### Fábula de los trogloditas
En esta fábula, Montesquieu presenta por boca de Uzbek, un pueblo de malvados trogloditas situado en una Arabia ficticia. La fábula   se desarrolla en cuatro actos en los que se repasan tres formas de gobierno. En el primer acto se presenta un régimen monárquico que termina con el asesinato del rey. El segundo acto se desarrolla en un estado de anarquía en el cual prima el egoísmo y el interés particular, atrayendo una serie de catástrofes sobre la población. El tercer acto representa la democracia patriarcal después de que los trogloditas sean persuadidos de que el interés de los particulares reside en el interés común. Se vive un período de virtud y felicidad social idílica. Sin embargo, durante el último acto la población aumenta y cada vez es más difícil mantener esa virtud. Finalmente los trogloditas deciden darse un rey eligiendo a un anciano venerable, con lo que se vuelve al régimen monárquico del primer acto. Podemos encontrar en el discurso del anciano elegido como monarca el núcleo de la filosofía política de Montesquieu:

Bien veo, trogloditas, que empieza a seros gravosa vuestra virtud (…) y queréis someteros a leyes menos rígidas que vuestras costumbres. ¿Cómo he de dar preceptos a un troglodita? ¿Queréis que ejecute él acciones virtuosas porque yo se las mando, pues sin mi mandato las haría sólo siguiendo su inclinación natural?

En definitiva, la moraleja de esta fábula es que las costumbres son más eficaces que la ley y que la virtud pesa a los hombres y ni el mejor de los regímenes políticos perdura más que un tiempo limitado.